# Rots
Rots és un municipi francès situat al departament de Calvados i a la regió de Normandia. L'any 2007 tenia 1.409 habitants.

## Demografia

### Població
El 2007 la població de fet de Rots era de 1.409 persones. Hi havia 538 famílies de les quals 112 eren unipersonals (40 homes vivint sols i 72 dones vivint soles), 173 parelles sense fills, 233 parelles amb fills i 20 famílies monoparentals amb fills.
La població ha evolucionat segons el següent gràfic:
Habitants censats

### Habitatges
El 2007 hi havia 562 habitatges, 534 eren l'habitatge principal de la família, 6 eren segones residències i 21 estaven desocupats. 535 eren cases i 22 eren apartaments. Dels 534 habitatges principals, 434 estaven ocupats pels seus propietaris, 93 estaven llogats i ocupats pels llogaters i 8 estaven cedits a títol gratuït; 9 tenien una cambra, 26 en tenien dues, 49 en tenien tres, 105 en tenien quatre i 345 en tenien cinc o més. 439 habitatges disposaven pel capbaix d'una plaça de pàrquing. A 208 habitatges hi havia un automòbil i a 300 n'hi havia dos o més.

### Piràmide de població
La piràmide de població per edats i sexe el 2009 era:
| Homes | Edats   | Dones |
| ----- | ------- | ----- |
| 4     | 95 o +  | 0     |
| 0     | 90 a 94 | 0     |
| 4     | 85 a 89 | 12    |
| 4     | 80 a 84 | 8     |
| 16    | 75 a 79 | 12    |
| 28    | 70 a 74 | 20    |
| 20    | 65 a 69 | 40    |
| 52    | 60 a 64 | 36    |
| 24    | 55 a 59 | 32    |
| 52    | 50 a 54 | 44    |
| 56    | 45 a 49 | 48    |
| 64    | 40 a 44 | 60    |
| 56    | 35 a 39 | 60    |
| 44    | 30 a 34 | 52    |
| 36    | 25 a 29 | 28    |
| 40    | 20 a 24 | 44    |
| 28    | 15 a 19 | 44    |
| 48    | 10 a 14 | 60    |
| 64    | 5 a 9   | 48    |
| 16    | 0 a 4   | 44    |

## Economia
El 2007 la població en edat de treballar era de 916 persones, 699 eren actives i 217 eren inactives. De les 699 persones actives 652 estaven ocupades (347 homes i 305 dones) i 47 estaven aturades (15 homes i 32 dones). De les 217 persones inactives 75 estaven jubilades, 99 estaven estudiant i 43 estaven classificades com a «altres inactius».

### Ingressos
El 2009 a Rots hi havia 537 unitats fiscals que integraven 1.406 persones, la mediana anual d'ingressos fiscals per persona era de 22.309 €.

### Activitats econòmiques
Dels 124 establiments que hi havia el 2007, 3 eren d'empreses extractives, 1 d'una empresa alimentària, 2 d'empreses de fabricació d'elements pel transport, 4 d'empreses de fabricació d'altres productes industrials, 13 d'empreses de construcció, 26 d'empreses de comerç i reparació d'automòbils, 18 d'empreses de transport, 4 d'empreses d'hostatgeria i restauració, 2 d'empreses d'informació i comunicació, 7 d'empreses financeres, 8 d'empreses immobiliàries, 22 d'empreses de serveis, 7 d'entitats de l'administració pública i 7 d'empreses classificades com a «altres activitats de serveis».
Dels 26 establiments de servei als particulars que hi havia el 2009, 1 era una oficina de correu, 4 tallers de reparació d'automòbils i de material agrícola, 1 establiment de lloguer de cotxes, 3 paletes, 2 guixaires pintors, 2 fusteries, 2 electricistes, 1 empresa de construcció, 2 perruqueries, 4 restaurants, 1 agència immobiliària i 3 tintoreries.
Dels 10 establiments comercials que hi havia el 2009, 1 era, 2 fleques, 1 una fleca, 1 una peixateria, 1 una llibreria, 1 una botiga de roba, 1 una botiga d'electrodomèstics, 1 un drogueria i 1 una joieria.
L'any 2000 a Rots hi havia 11 explotacions agrícoles.

## Equipaments sanitaris i escolars
El 2009 hi havia 1 escola maternal i 1 escola elemental.

## Poblacions més properes
El següent diagrama mostra les poblacions més properes.